# Paranoia (film, 2013)
Pour les articles homonymes, voir Paranoïa (homonymie).
Ne pas confondre avec Paranoia, un film néerlandais d'Adriaan Ditvoorst sorti en 1969.
Pour plus de détails, voir Fiche technique et Distribution.
Paranoia est un thriller franco-américain réalisé par Robert Luketic sorti en 2013.
Le film est adapté du roman éponyme de l'auteur Joseph Finder de 2004, et le scénario est écrit par Jason Dean Hall et Barry Levy.

## Synopsis
Adam Cassidy (Liam Hemsworth) est employé par l'entreprise de télécommunications Wyatt Telecom. Après qu'il a fait perdre beaucoup d'argent à sa société, son patron Nicholas Wyatt (Gary Oldman) le charge d'une mission en échange de sa clémence. Adam doit infiltrer le principal concurrent de Wyatt Telecom, dont le PDG est Jock Goddard (Harrison Ford), l'ancien mentor de Nicholas Wyatt...

## Fiche technique
- Titre original et français : Paranoia
- Réalisation : Robert Luketic
- Scénario : Jason Dean Hall et Barry Levy, d'après le roman Paranoia de Joseph Finder
- Direction artistique : Scott Anderson
- Décors : David Brisbin
- Costumes : Luca Mosca
- Photographie : David Tattersall
- Montage : Dany Cooper
- Musique : Junkie XL
- Production : William D. Johnson, Scott Lambert, Alexandra Milchan et Deepak Nayar
  - Production déléguée : William S. Beasley, Jason Beckman, Jason Colodne, Sam Englebardt, Stuart Ford, Allen Liu et Christophe Riandée
- Sociétés de production : Gaumont, Demarest Films, EMJAG Productions et Kintop Pictures
- Sociétés de distribution : Relativity Media (États-Unis), Gaumont Distribution (France)
- Pays d'origine :  États-Unis, coproduction  France
- Langue originale : anglais
- Format : couleur - 35 mm - 2,35:1 - son Dolby Digital
- Genre : thriller
- Durée : 105 minutes
- Dates de sortie :
  -  États-Unis : 16 août 2013
  -  France : 9 janvier 2017 en VOD

## Distribution
- Liam Hemsworth (VF : Valéry Schatz ; VQ : Gabriel Lessard) : Adam Cassidy
- Gary Oldman (VF : Gabriel Le Doze ; VQ : Manuel Tadros) : Nicholas Wyatt
- Harrison Ford (VF : Richard Darbois ; VQ : Mario Desmarais) : Jock Goddard
- Lucas Till (VF : Alexandre Gillet ; VQ : Xavier Dolan) : Kevin
- Amber Heard (VF : Olivia Nicosia ; VQ : Annie Girard) : Emma Jennings
- Angela Sarafyan (VQ : Véronique Marchand) : Alison
- Julian McMahon (VF : Pierre Tessier ; VQ : Jean-François Beaupré) : Meechum
- Josh Holloway (VQ : Antoine Durand) : Agent Billups
- Kevin Kilner (VF : Mathieu Buscatto) : Tom Lungren
- Paula Jai Parker : Lynn Bass
- Richard Dreyfuss (VF : Vincent Grass ; VQ : Hubert Fielden) : Frank Cassidy
- Embeth Davidtz (VF : Anne Rondeleux ; VQ : Hélène Mondoux) : Dr Judith Bolton
- Charlie Hofheimer : Richard McCallister
- Christine Marzano : Nora Summers
- Andrea Havens : Eikon Employée
- William Peltz (VF : Gabriel Bismuth-Bienaimé) : Morgan
- Whitney Forsythe

Sources et légende : version française (VF) sur RS Doublage et sur Symphonia Films ; version québécoise (VQ) sur Doublage.qc.ca.

## Production

### Développement
Le 17 mai 2012, Relativity Media annoncent qu'ils ont acquis les droits américains pour commercialiser et distribuer Paranoia et que le film sera réalisé par Robert Luketic. Le scénario a été écrit par Jason Dean Hall. L'auteur du roman Joseph Finder a déclaré être intéressé pour être le coproducteur du film mais cela n'a pas encore été confirmé.

### Casting
L'acteur Liam Hemsworth a été le premier parmi tout le casting à avoir eu son rôle, celui de Adam Cassidy, le personnage principal. Le 24 avril 2012, Gary Oldman a eu le rôle de Nicholas Wyatt,. Le jour suivant, il a été annoncé que Harrison Ford a eu le rôle de Jock Goddard. L'acteur Lucas Till a ensuite eu le rôle de Aaron Cassidy, le frère cadet d'Adam Cassidy. Le 2 juillet 2012, The Hollywood Reporter confirme que l'actrice Amber Heard a eu le rôle de Emma Jennings , la petite amie d'Adam Cassidy .

### Tournage
Le tournage principal débute à Philadelphie en août 2012 et s'achève en novembre 2012. Le tournage s'est également dans d'autres ville de Pennsylvanie : Wyndmoor et aux Sun Center Studios d'Aston.

## Box-office
En novembre 2013, le magazine américain Forbes établit le Top 10 des plus gros flops cinématographiques de 2013. Paranoia est classé 3e, avec 13 785 015 dollars de recettes pour un budget de 35 millions de dollars, soit une rentabilité de seulement 39%. Le film n'est cependant pas encore sorti dans tous les pays au moment de ce classement.